# 장종패
장종패(蔣宗霸, 생몰년 미상)는 오대십국시대 후량의 인물로 명주(明州) 봉화(奉化) 출신이자 북송의 금자광록대부를 지낸 장준명의 조부이다.

## 생애
장종패의 조상은 후한 시기 정후(亭侯)에 책봉된 장징이며, 장광(蔣光)의 아들이다. 그는 자선(慈善)적이고 온순하여 불교를 믿었다. 그는 조상이 후작에 책봉된 공로로 명주평사(明州評事)에 임명되었으나 하급직이였고 의옥(疑獄)만을 다룬다는 이유로 부당한 평가를 받아 파직당했다. 이를 계기로 장종패는 출가하여 불교에 귀의하였다.
그는 영파(寧波) 소반산(小盤山) 천동사(天童寺)에 운둔하며 불교에만 전념했고 스스로를 마하거사(摩訶居士)라 칭하니 그곳의 사람들이 그를 장마가(蔣摩诃)라고 불렀다. 그리고 봉화 섬계(剡溪)에서 포대(布袋)를 마주치자 많은 사람들이 보는 앞에서 그에게 무릎을 꿇고 그를 사부라 존칭하였다.
이후 사부와 제자 관계가 된 둘은 3년간 유람하였으며, 917년 복건(福建)에 도착해 장정온천(長汀溫泉)에서 목욕을 했다고 한다. 그때 장종패는 포대의 가슴을 바라보았는데 그곳에 눈이 하나 있었고 형형히 빚나고 있었다. 민간에서는 포대를 미륵불의 현신으로 바라보았다.
장종패는 죽기 직전 천동사에 미타사를 세웠고, 사후 소반산(小盤山)에 매장되었다.

## 가족
장종패는 국민정부의 초대 총통인 장제스의 조상으로 전해진다.
- 선조: 장징
- 부친: 장광(蔣光) - 봉화 장씨의 시조.
- 아들: 장간
- 손자: 장준명
- 증손자: 장선(蔣璿), 장류(蔣琉)